# اغتيال محمد الضيف
في 13 يوليو 2024، ضربت القوات الجوية الإسرائيلية منطقة المواصي في قطاع غزة بهدف اغتيال القائد العام لكتائب القسام محمد الضيف بهدف اغتياله. وفقا لوزارة الصحة في غزة، أسفر الهجوم عن مقتل ما لا يقل عن 90 فلسطينيا وإصابة 300 على الأقل في المنطقة التي قالت عنها إسرائيل أنها «منطقة آمنة» للمدنيين. وفقا لصحيفة نيويورك تايمز، من المحتمل أن تكون الضربة الرئيسية ناجمة عن قنبلة وزنها 2000 رطل. سقطت ضربة ثانية خارج المنطقة المستهدفة الرئيسية وقتلت المستجيبين الأوائل، أظهر أحد الفيديوهات العديد من القتلى الذين يتم حملهم بعيدا، وبعضهم يرتدي سترات الدفاع المدني في غزة، ويعد إستهداف المدنيين والمسعفين وطواقم الدفاع المدني جريمة حرب. الوضع الحالي لمحمد الضيف غير واضح، لكن نفت حركة حماس مقتله.
زعمت إسرائيل أن رافع سلامة، نائب محمد الضيف قد قتل في الضربة، وتقول إسرائيل بأن رافع سلامة هو قائد لواء خان يونس في كتائب القسام، ولكن مقتل الضيف ظل غير مؤكد. يقول مسؤول إسرائيلي أن هناك «سببا يقود للإعتقاد بأن الضربة حققت أهدافها»، وقال رئيس الوزراء الإسرائيلي بنيامين نتنياهو أنه غير متأكد من نجاح العملية. تقول إسرائيل أن غارة المواصي إستهدفت محمد الضيف، ولكن نفت حماس هذا ووصفت إدعاءات إسرائيل حول ما جرى في المواصي بأنها مجرد كذبة لتبرر قتل المدنيين، جدير بالذكر أن إسرائيل قصفت العديد من المواقع المدنية بحجة وجود قادة للمقاومة الفلسطينية مثل ما حدث في رفح في مايو، ولكن وصفت الإدعاءات الإسرائيلية بأنها أكاذيب. يعد محمد الضيف أحد أبرز المطلوبين لدى إسرائيل، وكان المطلوب الأول لها لفترة طويلة لقتله جنود ومدنيين إسرائيليين، ولتطويره قدرات المقاومة الفلسطينية بشكل واضح، وكما أنه أحد العقول المدبرة لعملية طوفان الأقصى.